# Berthe Ruchet

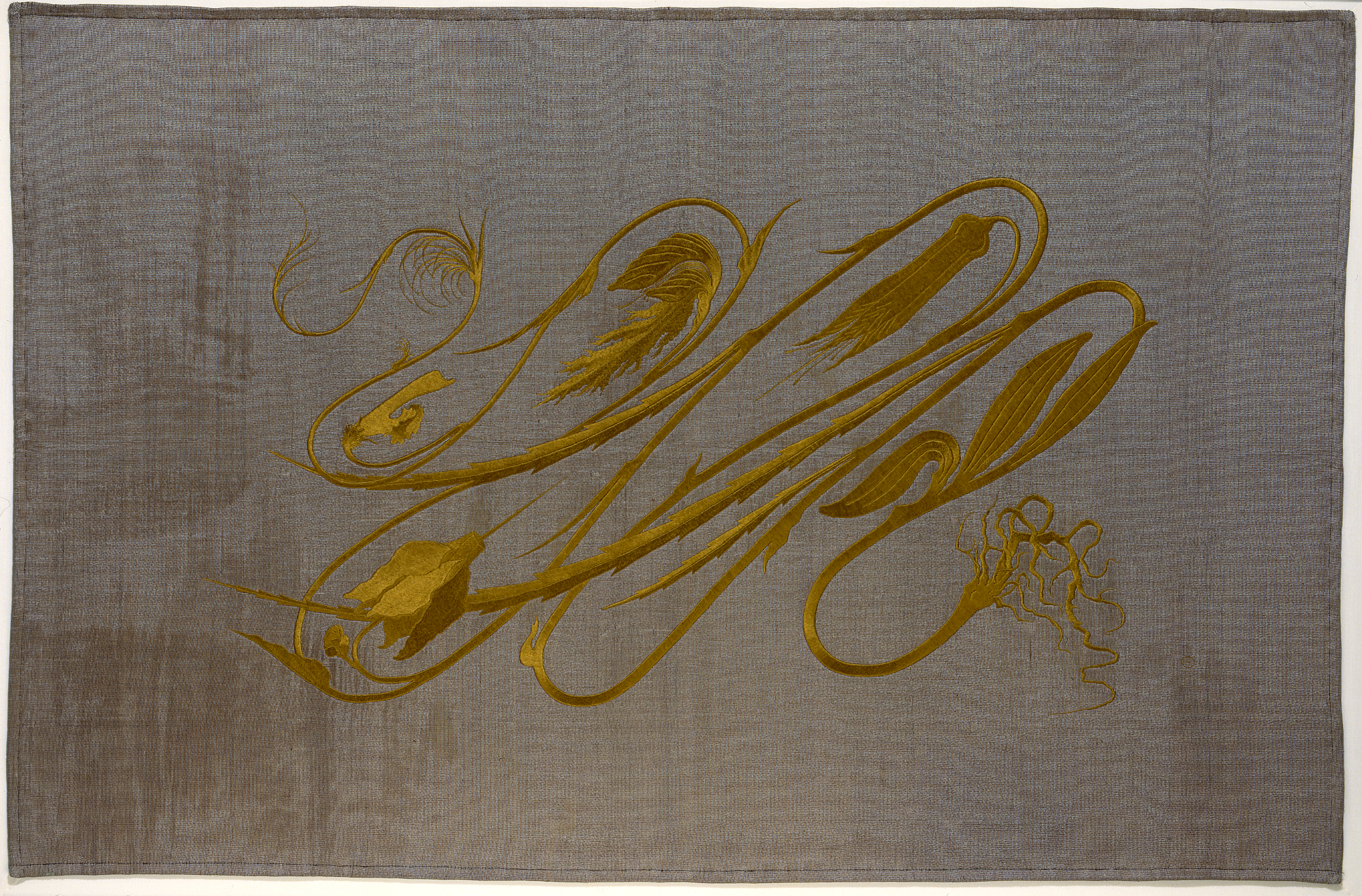
Großer Wandbehang mit Seidenstickerei ("Peitschenhieb") 1895

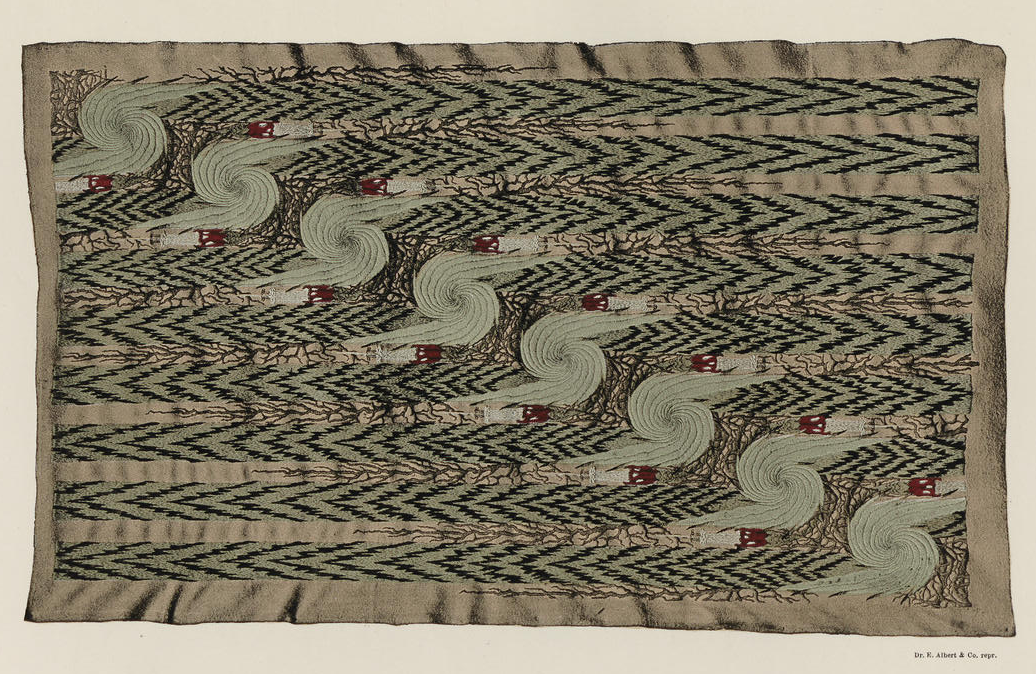
Hermann Obrist und Berthe Ruchet: Wandbehang (1895)

Berthe Ruchet (12. Januar 1855 in Bex/Waadt; † 28. August 1932 in Lausanne) war eine Kunsthandwerkerin und führte ein Stickatelier in Florenz und München. Sie setzte den Entwurf von Hermann Obrist für das Kunstwerk Der Peitschenhieb um. Dies ist ein Hauptwerk des Jugendstils und befindet sich in der Sammlung des Stadtmuseums München.

## Leben und Werk
Berthe Ruchet war die Gesellschaftsdame von Alice Jane Grant Duff of Eden, der Mutter des von der Arts-and-Crafts-Bewegung beeinflussten Naturwissenschaftlers, Kunstgewerblers und Bildhauers Hermann Obrist (1862–1927). Mit ihm gründete sie 1892 eine Kunststickerei in Florenz und übernahm die Führung für die von Obrist und Ruchet beschäftigten italienischen Kunststickerinnen. Im Herbst 1894 verlegten sie ihr Stickatelier nach München in das Haus der Frauenrechtlerin Sophia Goudstikker und Mitbesitzerin des Fotoateliers Elvira. In diesem Haus in der Kaulbachstraße 51a wohnte Ruchet ebenfalls.
Vom 12. bis 15. März 1896 wurden im Münchner Kunstsalon Littauer am Odeonsplatz 3 mindestens 29 Stickarbeiten des Ateliers präsentiert. Die Ausstellung war ab dem 25. März im Lichthof des Kunstgewerbemuseums Berlin zu sehen. Anschließend wurde sie in der Arts and Crafts Exhibition Gallery in London gezeigt. Die Kritiken bezeichnete die Wanderausstellung als "Geburt einer neuen angewandten Kunst".

„In diesen Arbeiten ist etwas ganz anderes geboten, als man wohl beim Klange der Worte "künstlerische" Stickereien vermuthen könnte. Es handelt sich nicht um Proben gewerblicher Kunstfertigkeit, um zierliche und fleissige Nachbildungen von Mustern (...) es handelt sich hier um eine Gruppe von Werken durchaus moderner Dekorationskunst, an denen Alles neuartig ist, Erfindung, Technik, Material, von Kunstwerken, die statt mit Stift und Papier eben mit Nadel und Stickgarn oder Seide gefertigt sind.“

Neuartig war die Interpretation der Naturdarstellung in den Motiven, die von Obrist von Formen aus dem Pflanzen- und Tierreich entliehen und zu bewegt wirkenden, künstlerischen Ornamenten umgeformt wurden. 1895 entstand das berühmteste Gemeinschaftswerk: Der Peitschenhieb. Dieser große Wandbehang zeigte gestickte Pflanzenmotive, die in dynamische Linien über die Grundfläche wirbelten. Obrist entwarf das stilisierte Alpenveilchen mit allen Teilen, mit fein verästelten Wurzeln und Blättern, mit einem sich windenden Stängel sowie Blüten und Blütenteilen. Der Naturwissenschaftler und Künstler fand zu ornamentalen Darstellungen, die typisch für den Jugendstil wurden. Ruchet oblag die Umsetzung des Entwurfsgedankens auf dem Wandteppichs mit den Maßen 119 cm mal 183 cm. Besondere Wirkung erzielte die goldene Seidenstickerei auf dem grobem türkisfarbenem Baumwollgewebe. Die außergewöhnliche Kombination unterschiedlicher Stickstiche und Stickrichtungen kombiniert mit Unterfütterungen wirkten reliefartig. Der gelernte Bildhauer Obrist fertigte als Vorlage für die Stickarbeit sogar ein Tonrelief an. Die Stiche wurden in fließenden Übergängen ineinander gearbeitet oder kontrastreich flach nebeneinander gesetzt. Die goldene Stickerei reflektierte das Licht immer wieder anders und verstärkte so die plastische Wirkung.

„In Berthe Ruchet trat ihm eine feinsinnige Gehilfin zur Seite, welche, ohne vorher ihre Hand durch konventionelle Stickerei verdorben zu haben, ihr ganzes zeichnerisches und technisches Können in den Dienst der neuen Idee stellte. Ihre Fähigkeit, auch die intimsten Werte der Entwürfe nachzuempfinden und ihrer staunenswerten Thatkraft, die auch vor den äussersten Schwierigkeiten nicht verzagte, ist es mit zu verdanken, dass wir Obrists Träume heute so köstlich erfüllt sehen. - (...) Hier eine Wanddekoration (Peitschenhieb). Wie die jähen, gewaltsamen Windungen der Schnur beim Knallen eines Peitschenhiebes erscheint uns diese rasende Bewegung. Bald dünkt sie uns ein Abbild der plötzlichen, gewaltsamen Elemente: ein Blitz, - bald der rotzige Namenszug eines großen Mannes, eines Eroberers, eines Geistes, der durch neue Urkunden, neue Gesetze gebietet.“

Auf der "VII. Internationalen Kunstausstellung" im Münchner Glaspalast 1897 stellten Obrist und Ruchet wieder Textilarbeiten aus. Ihre Arbeiten waren vorbildlich für viele Textilkünstlerinnen um 1900 wie Margarethe von Brauchitsch oder auch für das gewaltige Fassadenrelief von August Endell für das Atelier Elvira in der Von-der-Tann-Straße 15.
Berthe Ruchet gab ihr Atelier im Jahr 1900 auf.

## Werke (Auswahl)
- 1895 Kissenbezug, Entwurf: Obrist, Ausführung: Ruchet[8]
- 1897 Tischdecke, Entwurf: Obrist, Ausführung: Ruchet[9]
- 1897 Bettüberwurf, Entwurf: Obrist, Ausführung: Ruchet[9]
- 1897 Stickerei, Entwurf: Obrist, Ausführung: Ruchet[9]
- 1897 Wandbehang, Entwurf: Obrist, Ausführung: Ruchet[9]
- 1897 Wandbehang Libelle, Entwurf: Obrist, Ausführung: Ruchet[9]
- 1897 Wandbehang, Entwurf: Obrist, Ausführung: Ruchet[9]
- 1897 Tischdecke, Entwurf: Obrist, Ausführung: Ruchet[9]
- 1897 Applikation, Entwurf: Obrist, Ausführung: Ruchet[9]
- 1898 Feuerlilien, Entwurf: Obrist, Ausführung: Ruchet[10]
- 1898 Kissen in Grüner Seide auf weißem Brokat, Entwurf: Obrist, Ausführung: Ruchet[11]
- 1898 Kissen Tuch auf Wollstoff appliziert, Entwurf: Obrist, Ausführung: Ruchet[12]
- 1898 Tischdecke, Entwurf: Obrist, Ausführung: Ruchet[12]
- 1898 Kissen in mehrfarbiger Stickerei auf brauner Seide, Entwurf: Obrist, Ausführung: Ruchet[12]
- 1898 Fußkissen, Entwurf: Obrist, Ausführung: Ruchet[13]
- 1898 Polster, Entwurf: Obrist, Ausführung: Ruchet[14]